# VII arrondissement di Lione
Il VII arrondissement di Lione (in francese 7e arrondissement de Lyon) è uno dei nove arrondissement in cui è suddivisa la città francese di Lione.
Si estende interamente lungo la riva sinistra del Rodano. Con una superficie di 9,75 km², è il più grande tra gli arrondissement di Lione, nonché quello posto più a sud.
È diviso in tre quartieri ufficiali: La Guillotière, Jean Macé e Gerland.

## Storia
Fu istituito per decreto presidenziale l'8 marzo 1912 ricavandolo da parte del territorio del III arrondissement.